# Mitsubishi Estate

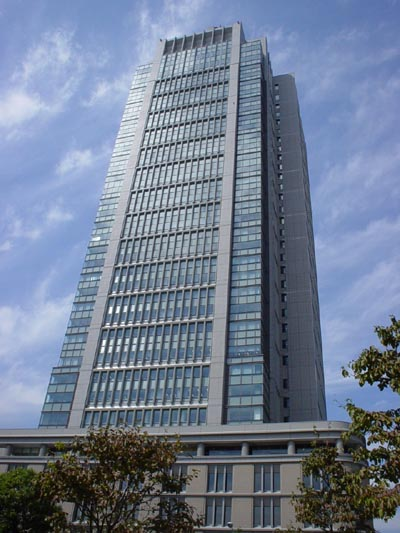
O Marunouchi Building, completado em 2002

Mitsubishi Estate Co., Ltd. (三菱地所株式会社 Mitsubishi Jisho Kabushiki-gaisha?, MEC)' é uma companhia imobiliária japonesa, sediada em Tóquio, subsidiaria ao grupo Mitsubishi.

## História
A companhia foi estabelecida em 1937.

## Subsidiarias
- Mitsubishi Jisho Sekkei Inc.
- Mitsubishi Real Estate Services Co., Ltd.
- Mitsubishi Estate Home Co., Ltd.
- Yokohama Royal Park Hotel Co., Ltd.
- Aqua City Co., Ltd.
- Marunouchi Heat Supply Co., Ltd.
- Yokohama Sky Building Co., Ltd.
- Royal Park Hotel Co., Ltd.
- Rockefeller Group International, Inc.